# Noh-Bec
Noh-Bec är en ort i Mexiko.   Den ligger i kommunen Tzucacab och delstaten Yucatán, i den östra delen av landet, 1 100 km öster om huvudstaden Mexico City. Noh-Bec ligger 65 meter över havet och antalet invånare är 362.
Terrängen runt Noh-Bec är platt. Runt Noh-Bec är det mycket glesbefolkat, med 5 invånare per kvadratkilometer. Närmaste större samhälle är Candelaria, 17,3 km sydost om Noh-Bec. Omgivningarna runt Noh-Bec är en mosaik av jordbruksmark och naturlig växtlighet.